# Dux Moesiae secundae
Il Dux Moesiae secundae era il comandante di truppe limitanee di un settore del limes romano danubiano, nella diocesi di Mesia II. Suo diretto superiore era al tempo della Notitia dignitatum (nel 400 circa), il magister militum per Thracias.

## Elenco unità
Era a capo di ben 20 unità o distaccamenti di unità, posizionate in 25 differenti località, come risulta dalla Notitia Dignitatum (Orien. XL):
- Cuneus equitum scutariorum, a Scurisca, Latius e Appiaria; Cuneus equitum Solensium, Dimo; Cuneus equitum armigerorum, a Sexagintaprista e Tegra; Cuneus equitum stablesianorum, Sucidava;
- Auxiliares: Milites praeventores, Ansamo; Milites Constantini, Trimammio; Milites Dacisci, Mediolana; Milites tertii navclarii, Appiaria; Milites Novenses, Transmarisca; Milites primi Moesiaci, Candidiana; Milites Moesiaci, Teglicio; Milites quarti Constantiani, Durostoro; Milites Cimbriani, Cimbrianis; Milites navclarii Altinenses, Altino;
- legioni ripariensi: legio I Italica a Novae e Sexagintaprista; legio XI Caludia, a Durostorum e Transmarisca.
- Una flotta fluviale comandata da un Praefectus navium amnicarum et militum ibidem deputatorum;
- Cohors quarta Gallorum, Ulucitra; Cohors prima Aureliana, presso Radice – Riamata; Cohors tertia Valeria Bacarum, Drasdea.

### Fonti primarie
- Notitia Dignitatum, Orien. XL.

### Fonti storiografiche moderne
- J.Rodríguez González, Historia de las legiones Romanas, Madrid, 2003.
- A.K.Goldsworthy, Storia completa dellesercito romano, Modena 2007. ISBN 978-88-7940-306-1
- Y.Le Bohec, Armi e guerrieri di Roma antica. Da Diocleziano alla caduta dell'impero, Roma 2008. ISBN 978-88-430-4677-5